# Émilie Lefel
Émilie Lefel, née le 25 août 1988 à Lens (France), est une joueuse de badminton française spécialiste du double dames et du double mixte. Elle est licenciée au badminton club d'Arras et s'entraîne à l'INSEP.

## Palmarès

### International
- Kharkov International 2012 (Ukraine) en double dames associée à Audrey Fontaine[2].
- Jeux méditerranéens de 2013 ( Turquie) : médaille d'argent en double dames associée à Audrey Fontaine.
- Swiss International 2014 (Suisse) en double mixte associée à Ronan Labar[3].
- XIV Italian International 2014 (Italie) en double mixte associée à Ronan Labar[4].
- XX Peru Internacional 2015 (Pérou) en double mixte associée à Ronan Labar et en double dame associée à Delphine Lansac[5].
- Open des Pays-Bas 2015 en double mixte associée à Ronan Labar[6].
- Championnats d'Europe de badminton 2018  : médaille d'argent en double dames avec Anne Tran[7].
- Jeux européens de 2019 ( Biélorussie) : médaille de bronze en double dames associée à Anne Tran.

### National
- Championne de France en double mixte[1] : en 2015 associée à Ronan Labar ;
- Triple championne de France en double dames[1] : en 2012 associée à Hongyan Pi, en  2015 associée à Delphine Lansac et en 2017 associée à Anne Tran.